# 约讷河桥村
约讷河桥村（法語發音：[pɔ̃ syʁ jɔn]，意即为“約訥河上的桥”）是法国勃艮第-弗朗什-孔泰大区约讷省的一个市镇，位于该省北部，属于桑斯区。

## 地理
约讷河桥村（48°17'9"N, 3°12'11"E）面积13.9 平方千米，位于法国勃艮第-弗朗什-孔泰大區约讷省，该省份为法国中北部内陆省份，西接卢瓦雷省，西北接塞纳-马恩省，南至涅夫勒省，东临科多尔省，东北与奥布省接壤。
与约讷河桥村接壤的市镇（或旧市镇、城区）包括：米什里、日西莱诺布勒、圣塞罗坦、维勒马诺什、维勒佩罗。

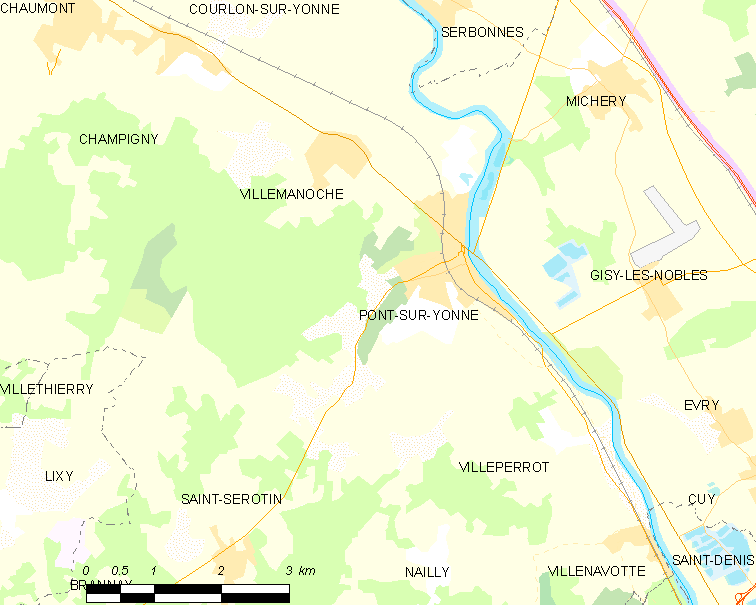
约讷河桥村的OSM定位图

约讷河桥村的时区为UTC+01:00、UTC+02:00（夏令时）。

## 行政
约讷河桥村的邮政编码为89140，INSEE市镇编码为89309。

## 政治
约讷河桥村所属的省级选区为约讷河桥村县。

## 人口

1962-2008年间约讷河桥村人口变化图示

约讷河桥村于2022年1月1日时的人口数量为3357人。